# قنصل إداري
وفقًا لبعض الظروف التاريخية المحددة، فإن السلطة الرئيسية للتمثيل القنصلي سوف تتخذ درجات متفاوتة من الأدوار الإدارية، ليست على النقيض من الوزير المقيم. ويحدث هذا غالبًا في الأقاليم التي ليس بها حكومة رسمية للدولة (وبالتالي تستوجب وجود بعثة دبلوماسية كاملة، من قبيل السفارة) أو «المناطق النائية» عديمة الأهمية نسبيًا.

## المحميات
عندما تقع دولة تحت حماية «ودية» لدولة أقوى (غالبًا دولة استعمارية)، فيتم تمثيل هذه الأخيرة عادة عن طريق مسؤول دبلوماسي رفيع المستوى و / أو حاكم، مثل جنرال مقيم أو وزير مقيم أو مندوب سامي. ولكن في حالة عدم وجود مثل ذلك التمثيل (بالمعنى الحديث غالبًا على مستوى السفراء)، فقد تقع المهمة على عاتق البديل «الدبلوماسي» الوحيد المتوفر: التمثيل القنصلي.
- في الكاميرون الألمانية بغرب إفريقيا، 6 يوليو 1884 - 26 يونيو 1885، شغل هينريك رانداد منصب القنصل المؤقت بين الرايخ المفوض (لقب خاص بغرب إفريقيا، 5 - 6 يوليو 1884 فقط) ومجموعة لاحقة من شاغلي الوظائف العادية.
- في أجزاء من نيجيريا الحالية، كان القناصل البريطانيون مسؤولين عن محميات غرب إفريقيا التالية:
  - خليج بنين مايو 1852 - 6 أغسطس 1861
  - خليج بيافرا 30 يونيو 1849 - 6 أغسطس 1861
  - خليجا بيافرا وبنين، منذ دمج الخليجين السابقين في 6 أغسطس 1861؛ تمت ترقية آخر شاغل للوظيفة في 5 يونيو 1885 ليبقى في منصب القنصل العام الأول (للخليجين).
- منذ 7 نوفمبر 1889، كانت ساموا، المملكة البولينزية سابقًا، تخضع للحكم المشترك لكل من ألمانيا - وبريطانيا - والولايات المتحدة. واتفاقية ساموا الثلاثية، التي جعلت ساموا محمية من قبل تلك القوى الثلاث. في 10 يونيو 1899، تم تشكيل حكومة (استعمارية) مؤقتة فريدة من نوعها، تتألف من قناصل دول الحماية الثلاث:
  - فريدريك روز (القنصل الألماني) (المولود في 1855 - المتوفى في 1922)
  - إرنست جورج بيركيلي ماكسيس (القنصل البريطاني) (المولود في 1863 - المتوفى في 1943): حتى 23 يونيو 1899، وقد خلفه مستر ناير (القائم بأعمال القنصل البريطاني)
  - لوثر وود أوزبورن (القنصل الأمريكي) (المولود في 1843 - المتوفى في 1901).

لقد استمرت هذه التسوية حتى 1 مارس 1900، عندما تم ضم الأرخبيل للإمبراطورية الألمانية، ما عدا الجزر الشرقية، التي ظلت تحت سيطرة الولايات المتحدة وأصبحت أقليم (ساموا الأمريكية).
- في تونغا، المحمية البريطانية منذ عام 1900، كان يتم تمثيل الإمبراطورية البريطانية فقط بواسطة القناصل في الفترة من 1901 حتى استقلال تونغا في عام 1970. وخلال الفترة من 1901 حتى 1952، كانت المحمية تخضع أيضًا للسلطة الإدارية للمندوب السامي في أقاليم غرب المحيط الهادئ البريطانية (الحاكم البريطاني الدائم لجزر فيجي).

## المناطق المحتلة في ظل السيطرة المماثلة
- في منطقة قناة السويس، حتى من قبل أن يتم تأسيسها رسميًا تحت هذا الاسم في 1936 (منذ ذلك الحين تقع تحت مسؤولية الحاكم الرسمي)، وقد كان التمثيل البريطاني منذ 1922 عن طريق نواب القنصل في ميناء السويس، وقد ظل آخرهم في المنصب حتى عام 1941 بوصفه أول العديد من القناصل حتى التأميم المصري في عام 1956.
- في الفترة من ديسمبر 1941 حتى أغسطس 1945، غزت القوات اليابانية مستعمرة ماكاو البرتغالية عدة مرات، مما أعطى لليابانيين إمكانية السيطرة على دخول الأفراد والبضائع. وأصبحت بذلك محمية فعلية بحلول عام 1943، مع سيطرة القنصل فوكوي ياسوميتسو على جميع الاتصالات حتى عام 1945 مع حاكم البرتغال جابرييل موريسيو تيكسيرا.

لقد تمت تأدية وظائف مماثلة في أماكن أخرى من قبل الموظفين القنصليين من رتب أخرى مثل: نائب قنصلي وقنصل فخري وقنصل عام.

## الأفراد العسكريون التابعون للولايات المتحدة
لدى بعض الأفراد العسكريين التابعين للولايات المتحدة سلطة قانونية أيضًا للقيام بدور القنصل وذلك لأغراض إدارية عسكرية، وعلى نطاق أوسع للأفراد العسكريين وعائلاتهم، وبحارة السفن التجارية في الموانئ التي ليس بها قنصل أمريكي معتمد.
ومن أجل أداء مهامهم على أفضل وجه ممكن، يتم منحهم الألقاب القنصلية الفخرية مثل القنصل (العام) أو (نائب) قنصلي عن طريق دولهم التي تقوم بتفويضهم بوصف تلك الألقاب رتبة عسكرية مكافئة. وتأتي رتبة مسؤول قنصلي فخري مباشرة بعد ملازم بحري / قبطان / ملازم طيار، ونائب قنصلي فخري بعد قائد / رائد / قائد سرب، والقنصل الفخري بعد ربان السفينة / عقيد / قائد السلاح الجوي، والقنصل العام الفخري بعد عميد بحري / لواء / نائب مشير جوي. ويتم ذلك من أجل «الوصول إلى الهدف مباشرة»، أي عندما يكون هناك وضع حرج بإعطاء لقب قنصل لشخص ما (مهما كانت رتبته) الذي يمكنه التفاوض بثقة.